# Violet Journey
Violet Journey è l'album d'esordio della chitarrista australiana Orianthi Panagaris. L'album è stato registrato nel 2005 e commercializzato ufficialmente nel 2007.

## Tracce
Testi e musiche di Orianthi.
1. Lights of Manos – 2:58
2. He's Gone – 3:21
3. Violet Journey – 3:10
4. Everyday – 4:46
5. Here on Earth – 4:18
6. Right Now – 4:24
7. Anybody Else – 4:52
8. Out of Reach – 5:08
9. Wouldn't Change a Thing – 4:22
10. Anaheim – 4:13

Durata totale: 41:32